# رون وايدن
رونالد لي وايدن (بالإنجليزية: Ronald Lee Wyden)‏ هو سياسي أمريكي من الحزب الديمقراطي ولد في يوم 3 مايو 1949 في ويتشيتا في كنساس. حصل على شهادة البكلوريوس في الفنون من جامعةستانفورد. هو عضو في مجلس الشيوخ الأمريكي كممثل عن ولاية أوريغون منذ سنة 1996. وسبق له أن كان عضو في مجلس النواب الأمريكي من سنة 1981 إلى سنة 1996.